# 圓照寺 (吹田市)
圓照寺（えんしょうじ）は、大阪府吹田市山田東にある高野山真言宗の寺院。

## 歴史
寺伝によれば、仁寿3年（853年）文徳天皇の勅により円仁（慈覚大師）が創建。
円仁が桜の木の中に感得した千手観音を、自ら一刀三礼して勤刻した千手観音菩薩像を本尊とする。貞観12年に清和天皇が行幸されて本尊を秘仏と定める。
元慶6年には陽成天皇が病気回復を祈願し、その御礼として行幸された際、日光菩薩・月光菩薩の脇士を寄進したという。
寛平6年（894年）宇多天皇の勅命により、醍醐寺の聖宝理源大師が入寺し、不動・毘沙門二天を護摩堂に安置、皇后の病気平癒をご祈祷する。これより真言の道場となる。
寺坊は山田全域に建てられ、円実坊・十地坊など十余の僧坊があり、観音堂・奥院など七堂伽藍が整備されたという。
応仁の頃（1467年-1469年）細川氏の家臣、香西玄蕃が山田庄中村に一城を構え寺領を横奪し伽藍を破壊。
江戸時代初期、円実坊阿闍梨覚玄が残った諸仏像を草堂に祀り、一村本願寺顕如に帰依した時期も小堂に諸仏を安置されていた。
ようやく、万治年間（1658年-1661年）に法仰覚祐が領主板倉阿波守の助力で再建する。
昭和45年（1970年）、本堂を新築再建する。
平成8年（1996年）、准胝堂・鐘楼・地蔵堂を新築再建する。
大阪府北部地震及び平成30年台風第21号の影響により山門と地蔵堂が破損し、解体される。

## 文化財
大阪府指定文化財
- 木造准胝観音准胝観音立像 - 平安時代

1970年（昭和45年）2月20日指定
- 木造観音菩薩立像（寺伝日光・月光菩薩像） - 平安時代

1974年（昭和49年）3月29日指定
吹田市指定文化財
- 絹本著色妙音天像 - 鎌倉時代

1998年（平成10年）9月30日指定
吹田市登録有形文化財
- 絹本墨画不動明王像 - 鎌倉時代〜南北朝時代時代

1998年（平成10年）9月30日登録

## 交通
- 阪急千里線山田駅下車、阪急バスで「山田宮の前」下車、徒歩5分。

- JR京都線岸辺駅下車、阪急バスで「山田宮の前」下車、徒歩5分。
- 大阪モノレール万博記念公園駅下車、徒歩20分。

## 周辺情報
- 伊射奈岐神社
- 万博記念公園
- EXPOCITY
- 市立吹田サッカースタジアム